# 하인리히 리케르트
하인리히 욘 리케르트(독일어: Heinrich John Rickert, 1863년 5월 25일 ~ 1936년 7월 25일)는 독일의 철학자이다. 빈델반트로부터 영향을 받았고, 하이데거에게 영향을 주었다. 단치히 태생으로 하이델베르크에서 사망하였다.

## 생애
1863년 프로이센 단치히에서 태어나, 1888년 슈트라스부르크에서 학사가 되고, 1891년에 프라이부르크에서 교수 자격을 획득하였다. 1894년에 동교의 조교수, 1896년에 릴의 후임으로 교수가 되었으며, 1916년 빈델반트의 후임으로 하이델베르크의 교수가 되었다. 프라이부르크 시대에는 하이데거가 그의 강의에 출석, 또 야스퍼스와는 하이델베르크에서 1921년 이래 동료로 지냈으며, 1932년 퇴직 후에는 야스퍼스가 후계자가 되었다. 하이델베르크에서 사망하였다.

## 사상
초기의 《인식의 대상》(1892)에서 인식하는 주관은 판단하는 주관으로서 인식론적인 주관이며 인식되는 대상은 초월적인 가치인 당위(當爲)라는 입장을 취했다. 《자연과학적인 개념 구성의 한계》(1896-1902), 《문화과학(文化科學)과 자연과학》(1899)에서 자연과학은 가치를 떠난 자연을 일반화의 방법에 의해 기술하는 데 대해, 문화과학은 개성적이며 가치에 관계하는 문화재를 목표로 하는 개별화의 방법에 의거한다고 하였다. 자연과학은 몰가치적(沒價値的)인 태도를 취하고, 문화과학은 가치관계적(價値關係的)이다. 이것은 빈델반트의 견해를 더욱 발전시킨 것이며 서남독일 학파가 문화가치의 철학임을 보여주고 있다. 이 문화과학의 방법론은 막스 베버에게도 영향을 주었다.
그의 철학은 가치의 철학이며, 주저 《철학의 체계》(제1부, 1921)도 문화가치의 체계이다. 가치를 가치 이외의 것과 구별하고, 세 개의 세계, 곧 객관계(客關界)·가치계(價値界)·의미실현(意味實現)의 세계를 생각하고 제3의 세계는 실재적인 것과 타당한 것이 결합된 세계로 이론적·예술적·도덕적·종교적인 생(生)의 세계라 하였다. 그것은 직접 체험할 수 있는 세계로 형이상학의 대상이 아니라 형이전학(形而前學)의 대상이다. 형이전학적 세계, 감성적 세계, 가치의 예지적인 세계가 구성하는 세계 전체를 학적으로 추구하는 것이 철학이다. 그는 형이전학의 대상으로서 가치를 잉태하는 생을 인정하지만, 당시 유행하는 생의 철학은 반성을 결여하였다 하여 《생의 철학》(1920)에서는 이를 거부하였다.

## 참고 문헌
- 이 문서에는 다음커뮤니케이션(현 카카오)에서 GFDL 또는 CC-SA 라이선스로 배포한 글로벌 세계대백과사전의 내용을 기초로 작성된 글이 포함되어 있습니다.